# Petersburg (buitenplaats)
Petersburg was een buitenplaats langs de rivier de Vecht bij het Nederlandse dorp Nederhorst den Berg.
In 1705 kocht Christoffel van Brants op deze locatie het Huys ten Ham aan. De nieuwe eigenaar was onder meer agent van tsaar Peter de Grote. Kort na de aankoop werd de locatie naar ontwerp van Simon Schijnvoet omgevormd tot een buitenplaats waarbij het de naam Petersburg kreeg. Het huis werd grotendeels intact gelaten en eromheen werden tuinen aangelegd. Na het overlijden in 1732 van Christoffel van Brants is de buitenplaats verkocht. Vanwege de hoge onderhoudskosten is Petersburg uiteindelijk teloorgegaan.